# Peromyscus caniceps
Peromyscus caniceps és una espècie de mamífer rosegador de la família dels cricètids. És endèmic de l'illa Monserrate (Mèxic). El seu hàbitat natural són els matollars desèrtics. Està amenaçat per la presència a l'illa de gats ferals, que ja provocaren l'extinció de Chaetodipus rudinoris fornicatus. El seu nom específic, caniceps, significa ‘cap cendrós’ en llatí.